# 埃米尔·帕日茨基
埃米尔·帕日茨基（1927年10月14日—2003年11月21日），斯洛伐克男子足球运动员，司职前锋。他曾代表捷克斯洛伐克国家队参加1954年国际足联世界杯，结果队伍止步小组赛阶段。